# 米克縣
米克縣（英語：Meeker County）是美國明尼蘇達州中部的一個縣。面積1,671平方公里。根據美國2000年人口普查，共有人口22,644人。縣治利奇菲爾德（Litchfield）。
成立於1856年2月23日，縣名紀念明尼蘇達準州最高法院法官布拉德利·B·米克。